# Elisabeth Pratscher
Elisabeth Pratscher (* 1984 in Oberpullendorf, Burgenland, Österreich) ist eine österreichische Opernsängerin in der Stimmlage Sopran. 

## Leben
Sie studierte Gesang an der Universität für Musik und darstellende Kunst Wien (Bühnenreifeprüfung für Oper, 2009) sowie Theater-, Film- und Medienwissenschaft an der Universität Wien (Bachelor, 2010). 
Ihr Bühnendebüt hatte Elisabeth Pratscher 2006 als Papagena in Die Zauberflöte bei den Opernfestspielen in St. Margarethen im Burgenland, wo sie auch in den folgenden Jahren regelmäßig Engagements hatte. Weitere wichtige Engagements waren 2012 die Titelrolle in Die schöne Galathée an der Kammeroper München sowie 2012 als Gretchen in Der Wildschütz und 2014 als Barbarina in Die Hochzeit des Figaro beim J:Opera-Festival von Jennersdorf.

## Auszeichnungen (Auswahl)
- 2004: 1. Preis beim Landeswettbewerb Prima la musica
- 2012: Publikumspreis und 3. Preis beim Nico-Dostal-Operettenwettbewerb[2]
- 2014: Sonderpreis beim Competizione dell’ Opera
- 2015: Emmerich-Smola-Förderpreis[3]
- 2016: Hajek-Boss-Wagner-Kulturpreis[4]